# Copa Africana de Naciones de Futsal de 2024
La Copa Africana de Naciones de Futsal de 2024 (en árabe: كأس أمم إفريقيا لكرة القدم داخل الصالات 2024‎) fue la séptima edición de la Copa Africana de Naciones de Futsal, torneo de fútbol sala organizado por la Confederación Africana de Fútbol cada cuatro años y que funciona como la clasificación para la Copa Mundial de fútbol sala de la FIFA 2024 a celebrarse en Uzbekistán. Originalmente el torneo se iba a llevar a cabo en Mozambique, pero el país declinó la sede y en su lugar le fue otorgada a Marruecos, entre el 11 y 21 de abril con un total de ocho equipos.
Las tres mejores selecciones del torneo clasificaron a la Copa Mundial de fútbol sala de la FIFA 2024.

## Sedes
Las ciudades que fueron designadas como sedes para albergar la Copa África de Futsal 2024 son Rabat.
| Rabat                    | Rabat | Rabat                |
| ------------------------ | ----- | -------------------- |
| Pabellón Moulay Abdallah | Rabat | Pabellón Ibn Yassine |
| Capacidad: 10 000        | Rabat | Capacidad: 8 000     |
|                          | Rabat |                      |

## Clasificación
| Equipo 1   | Agr.     | Equipo 2        | Ida | Vuelta |
| ---------- | -------- | --------------- | --- | ------ |
| Mozambique | 3–4      | Zambia          | 3–2 | 0–2    |
| Namibia    | 8–8 (v.) | Tanzania        | 2–5 | 6–3    |
| Libia      | 6–5      | Argelia         | 4–4 | 2–1    |
| Ghana      | 6–6 (v.) | Costa de Marfil | 0–4 | 6–2    |
| Camerún    | dq       | Mauritania      | —   | —      |

## Participantes
Ocho equipos participarán en el torneo. Angola, Egipto y Marruecos clasificaron automáticamente al ser los mejores clasificados de África.
| País                  | Apariciones | Mejor participación        |
| --------------------- | ----------- | -------------------------- |
| Angola                | 4           | Tercer lugar (2020)        |
| Egipto                | 7           | Campeón (1996, 2000, 2004) |
| Marruecos (anfitrión) | 6           | Campeón (2016, 2020)       |
| Mauritania            | 1           | Debut                      |
| Namibia               | 1           | Debut                      |
| Ghana                 | 2           | Finalista (1996)           |
| Zambia                | 3           | 4° lugar (2016)            |
| Libia                 | 5           | Campeón (2008)             |

## Desarrollo de la competición

### Primera fase

#### Grupo A
| Pos. | Equipo        | Pts. | PJ | G | E | P | GF | GC | Dif. | Clasificación |
| ---- | ------------- | ---- | -- | - | - | - | -- | -- | ---- | ------------- |
| 1    | Marruecos (H) | 9    | 3  | 3 | 0 | 0 | 26 | 5  | +21  | Fase Final    |
| 2    | Angola        | 6    | 3  | 2 | 0 | 1 | 21 | 13 | +8   | Fase Final    |
| 3    | Zambia        | 3    | 3  | 1 | 0 | 2 | 10 | 23 | −13  |               |
| 4    | Ghana         | 0    | 3  | 0 | 0 | 3 | 8  | 24 | −16  |               |

 Fuente: 
| 11 de abril de 2024 | Ghana                           | 2–5     | Zambia                                                                                   | Salle Moulay Abdellah, Rabat |  |
|                     | - Nakotey 7'33"' - Boye 30'57"' | Reporte | - Banda 18'54"' - Chinyama 21'26"' - Phiri 22'38"' - Mwaliteta 33'33"' - Simwami 38'14"' |                              |  |

| 11 de abril de 2024 | Marruecos                                                                         | 5–2     | Angola                             | Salle Moulay Abdellah, Rabat |                           |
|                     | - Raiss El Fenni 7'13"' - Charraoui 13'34"', 15'46"', 15'59"' - El Ayyane 20'56"' | Reporte | - Hélber 6'52"' - Anderson 38'49"' | Árbitro(s): Aymen Kammoun    | Árbitro(s): Aymen Kammoun |

| 13 de abril de 2024 | Zambia                                                               | 5–8     | Angola | Salle Moulay Abdellah, Rabat |  |
|                     | - Banda 18'12"' - Phiri 31'43"', 36'28"', 37'14"' - Chinyama 34'19"' | Reporte | - Lungu 23'08"' (a.g.) - Chico 29'42"', 35'32"', 39'07"' - Pesado 30'54"' - Hélber 32'16"', 34'58"' - Anderson 38'37"' |                              |  |

| 13 de abril de 2024 | Marruecos | 8–3     | Ghana                                   | Salle Moulay Abdellah, Rabat |  |
|                     | - Jouad 0'14"', 37'55"' - El Mesrar 2'39"', 10'40"' - Charraoui 7'50"', 16'16"' - Bakkali 31'03"' (pen.) - Bouzid 34'21"' | Reporte | - Arthur 5'41"' - Boye 13'26"', 16'32"' |                              |  |

| 15 de abril de 2024 | Angola | 11–3    | Ghana                                                      | Salle Ibn Yassine, Rabat |  |
|                     | - Braúlio 0'28"', 22'34"', 34'56"' - Jô 0'51"' - Arroz Doce 10'43"', 25'27"' - Chico 16'47"' (pen.), 19'54"', 23'36"' - Hélber 30'04"' - Kaluanda 32'27"' | Reporte | - Adérito 8'13"' (a.g.) - Nakotey 14'53"' - Arthur 38'37"' |                          |  |

| 15 de abril de 2024 | Zambia | 0–13    | Marruecos | Salle Moulay Abdellah, Rabat |  |
|                     |        | Reporte | - El Mesrar 3'28"' - Bakkali 4'03"', 21'49"' - Amazal 6'05"' - Charraoui 6'30"', 7'12"' - Raiss El Fenni 10'54"' - El Ayyane 16'53"', 17'25"' - Elidrissi 27'07"' - Dahani 30'06"' - Simwami 34'27"' (a.g.) - Jouad 39'58' |                              |  |

#### Grupo B
| Pos. | Equipo     | Pts. | PJ | G | E | P | GF | GC | Dif. | Clasificación |
| ---- | ---------- | ---- | -- | - | - | - | -- | -- | ---- | ------------- |
| 1    | Egipto     | 9    | 3  | 3 | 0 | 0 | 21 | 9  | +12  | Fase Final    |
| 2    | Libia      | 6    | 3  | 2 | 0 | 1 | 16 | 13 | +3   | Fase Final    |
| 3    | Mauritania | 3    | 3  | 1 | 0 | 2 | 15 | 16 | −1   |               |
| 4    | Namibia    | 0    | 3  | 0 | 0 | 3 | 12 | 26 | −14  |               |

 Fuente: 
| 12 de abril de 2024 | Egipto                                                | 4–0     | Libia | Salle Moulay Abdellah, Rabat |                          |
|                     | - Koki 9'11"', 19'30"' - Said 28'53"' - Eissa 39'11"' | Reporte |       | Árbitro(s): Khalid Hnich     | Árbitro(s): Khalid Hnich |

| 12 de abril de 2024 | Namibia                                                      | 4–5     | Mauritania                                                                     | Salle Moulay Abdellah, Rabat   |                                |
|                     | - Salote 26'50"', 38'43"' - Mathys 29'30"' - Haikali 33'23"' | Reporte | - Bouhoumadi 4'13"' - Sylla 12'28"', 12'54"' - Drame 17'54"' - M'Hamed 25'23"' | Árbitro(s): José Katchingavisa | Árbitro(s): José Katchingavisa |

| 14 de abril de 2024 | Egipto | 10–3    | Namibia                                             | Salle Moulay Abdellah, Rabat      |                                   |
|                     | - Eissa 5'06"' - Abdelhalim 12'23"', 39'23"' - Koki 17'41"', 27'40"' - Ramadan 20'50"' - Moawad 30'55"' - Aly 37'55"', 39'04"', 39'58"' | Reporte | - Willemse 11'35"' - Jager 12'56"' - Usurua 18'08"' | Árbitro(s): Pedro-Luis Ndong Ondo | Árbitro(s): Pedro-Luis Ndong Ondo |

| 14 de abril de 2024 | Mauritania                                                  | 4–5     | Libia                                                             | Salle Moulay Abdellah, Rabat |  |
|                     | - N'Diel 8'33"', 36'33"' - Sow 22'15"' - Bouhoumadi 33'51"' | Reporte | - Shoshan 9'29"', 16'53"', 17'36"' - Said 10'47"' - Zreeg 32'41"' |                              |  |

| 16 de abril de 2024 | Mauritania                                                                            | 6–7 | Egipto                                                                                                | Salle Moulay Abdellah, Rabat |  |
|                     | - N'Diel 3'24"' - M'Hamed 9'20"' - Sow 16'02"' - Chendhoura 26'50"', 32'03"', 37'52"' |     | - Koki 12'50"', 27'26"' - Abdelhalim 21'21"', 29'57"' - Moawad 22'26"' - Eissa 28'03"' - Said 35'04"' |                              |  |

| 16 de abril de 2024 | Libia | 11–5 | Namibia                                                                        | Salle Ibn Yassine, Rabat |  |
|                     | - Said 0'47"', 23'00"' - Alajnaf 6'40"', 39'39"' - Zreeg 9'46"', 27'22"' - Shoshan 21'21"', 22'23"' - Elderwish 21'46"' - Alghoul 35'34"', 36'05"' |      | - Kamatuka 2'19"' - Mathys 18'10"', 30'05"' - Salote 19'42"' - Solunga 24'18"' |                          |  |

### Fase final
|  | Semifinales         | Semifinales         |   |                     | Final               | Final |  |
|  |                     |                     |   |                     |                     |       |  |
|  |                     |                     |   |                     |                     |       |  |
|  | 19 de abril de 2024 |                     |   |                     |                     |       |  |
|  | Marruecos           | 6                   |   |                     |                     |       |  |
|  | Libia               | 0                   |   |                     |                     |       |  |
|  |                     |                     |   |                     |                     |       |  |
|  |                     |                     |   |                     | 21 de abril de 2024 |       |  |
|  |                     |                     |   |                     | Marruecos           | 5     |  |
|  |                     | Angola              | 1 |                     |                     |       |  |
|  |                     |                     |   |                     |                     |       |  |
|  |                     |                     |   |                     |                     |       |  |
|  |                     |                     |   |                     | Tercer lugar        |       |  |
|  | 19 de abril de 2024 | 19 de abril de 2024 |   | 21 de abril de 2024 | 21 de abril de 2024 |       |  |
|  | Egipto              | 3                   |   | Libia               | 2 (3)               |       |  |
|  | Angola              | 7                   |   |                     | Egipto              | 2 (1) |  |

#### Semifinales
Los ganadores clasifican a la Copa Mundial de fútbol sala de la FIFA 2024.
| 19 de abril de 2024 | Marruecos                                                                                 | 6–0 | Libia | Salle Moulay Abdellah, Rabat     |                                  |
|                     | - El Mesrar 2'43"', 21'51"' - Jouad 5'04"' - Bakkali 11'53"', 28'12"' - El Ayyane 16'49"' |     |       | Árbitro(s): Eric Elingui Mindjih | Árbitro(s): Eric Elingui Mindjih |

| 19 de abril de 2024 | Egipto                                        | 3–7 | Angola                                                                                                | Salle Moulay Abdellah, Rabat   |                                |
|                     | - Eissa 1'42"', 18'28"' (pen.) - Said 36'06"' |     | - Chico 1'11"' - Pesado 13'28"' - Anderson 13'17' - Gomito 34'27"' - Hélber 37'29"', 38'07"', 38'58"' | Árbitro(s): Abel Junior Kouamé | Árbitro(s): Abel Junior Kouamé |

#### Tercer Lugar
El ganador clasifica a la Copa Mundial de fútbol sala de la FIFA 2024.
| 21 de abril de 2024 | Libia                            | 2-2 (t. s.)(3–1 p.)        | Egipto                       | Salle Moulay Abdellah, Rabat |                          |
|                     | - Said 22'26"' - Alghoul 37'03"' |                            | Ramadan 14'47"', 18'14"'     | Árbitro(s): Khalid Hnich     | Árbitro(s): Khalid Hnich |
|                     |                                  | Tiros desde el punto penal |                              |                              |                          |
|                     | - Said - Rashid - Zreeg          |                            | - Farag - Eissa - Aly - Said |                              |                          |

#### Final
| 21 de abril de 2024 | Marruecos                                                                                                 | 5–1 | Angola         | Salle Moulay Abdellah, Rabat |                             |
|                     | - Borite 5'39"' - Raiss El Fenni 15'07"' - El Mesrar 16'35"' - El Ayyane 30'23"' - Bakkali 34'26"' (pen.) |     | Adérito 6'14"' | Árbitro(s): Mohamed Youssef  | Árbitro(s): Mohamed Youssef |

## Campeón
|                                       |
| Bandera de Marruecos                  |
| Campeón invicto Marruecos 3.er título |

## Clasificados
| País      | Apariciones anteriores |
| --------- | ---------------------- |
| Angola    | 1 (2021)               |
| Marruecos | 3 (2012, 2016, 2021)   |
| Libia     | 2 (2008, 2012)         |

## Goleadores
7 goles
- Chico
- Hélber
- Soufian Charraoui

6 goles
- Koki
- Soufiane El Mesrar
- Bilal Bakkali

5 goles
- Alaa Eissa
- Ali Shoshan
- Anas El Ayyane

4 goles
- Khaled Abdelhalim
- Mohamed Said
- Youssef Jouad
- Wiseman Phiri

3 goles
- Braúlio
- Anderson
- Ahmed Aly
- Mohamed Said
- Essam Ramadan
- Philip Nii Boye
- Mohamed Zreeg
- Suhayb Alghoul
- Yacoub N'Diel
- Ely Chendhoura Ahmed Aidda
- Idriss Raiss El Fenni
- Remario Mathys
- Ken Salote

2 goles
- Arroz Doce
- Pesado
- Abdelrahman Moawad
- Emmanuel Nakotey
- Prince Arthur
- Ahmed Alajnaf
- Yakhouba Sylla
- Abderhemane Bouhoumadi
- M'Hamed M'Hamed
- Dioncounda Sow
- Patrick Banda
- Francis Chinyam

1 gol
- Jô
- Kaluanda
- Gomito
- Adérito
- Suliman Elderwish
- Khalid Bouzid
- Ismail Amazal
- Othmane Elidrissi
- Anas Dahani
- Soufiane Borite
- Moudery Drame
- George Haikalia
- Reginald Willemse
- Rowen Jager
- Usurua Ryiena Riya
- Nanguei Kamatuka
- Luis Solunga
- Mbalika Mwaliteta
- Jackson Simwami

Autogoles
- Adérito (ante Ghana)
- Prince Lungu (ante Angola)
- Jackson Simwami (ante Marruecos)

## Posiciones finales
| # | País       | P | G | E | P | GF | GC | GD  | Pts. |
| - | ---------- | - | - | - | - | -- | -- | --- | ---- |
| 1 | Marruecos  | 5 | 5 | 0 | 0 | 37 | 6  | +31 | 15   |
| 2 | Angola     | 5 | 3 | 0 | 2 | 29 | 21 | +8  | 9    |
| 3 | Libia      | 5 | 2 | 1 | 2 | 18 | 21 | -3  | 7    |
| 4 | Egipto     | 5 | 3 | 1 | 1 | 26 | 18 | +8  | 10   |
| 5 | Mauritania | 3 | 1 | 0 | 2 | 15 | 16 | −1  | 3    |
| 6 | Zambia     | 3 | 1 | 0 | 2 | 10 | 23 | −13 | 3    |
| 7 | Namibia    | 3 | 0 | 0 | 3 | 12 | 26 | −14 | 0    |
| 8 | Ghana      | 3 | 0 | 0 | 3 | 8  | 24 | −16 | 0    |